# 1952 en arts plastiques
| Années des arts plastiques : 1949 - 1950 - 1951 - 1952 - 1953 - 1954 - 1955    |
| Décennies des arts plastiques : 1920 - 1930 - 1940 - 1950 - 1960 - 1970 - 1980 |

Cette page concerne l'année 1952 en arts plastiques.

## Œuvres
- Lance de frente por detras, burin sur cuivre de Jean-Marie Granier.
- Novillero, burin sur cuivre de Jean-Marie Granier.
- Veronica, burin sur cuivre de Jean-Marie Granier.
- Coq licorne, tableau de Jean-Philippe Dallaire.
- Woman, tableau dessiné de Willem de Kooning.
- Feuille noire sur fond vert, collage de Henri Matisse.

## Événements
- Fondation du collectif de calligraphie japonaise contemporaine Bokujinkai
- Dissolution de l'association Als ik Kan

## Naissances
- 23 janvier : Daniel Bellec, peintre français († 23 avril 2020),
- 5 mars : Jean-Luc Vilmouth, sculpteur français († 17 décembre 2015),
- 27 mars : James Houra, peintre ivoirien († 27 janvier 2020),
- 1er mai : Richard Baquié, sculpteur français († 17 janvier 1996),
- 22 mai : Alain Lagrue dit Urgal, peintre, dessinateur et archéologue français († 18 décembre 2001),
- 8 juin : Peter Fischli, artiste et vidéaste suisse,
- 23 juin : Richard Hambleton, peintre et graffeur canadien († 29 octobre 2017),
- 14 août : Firoz Ghanty, peintre mauricien († 3 décembre 2019),
- 22 novembre : Corno, peintre québécoise († 21 décembre 2016),

- ? :
  - Fluoman, peintre français († 23 novembre 2005),
  - Sergueï Sviatchenko peintre ukrainien,
  - Tom Otterness, sculpteur américain,
  - Enrique Ponce Boscarino, plasticien, écrivain, acteur et metteur en scène argentin.

## Décès
- 2 janvier, Louis Valtat, peintre et graveur français (° 8 août 1869),
- 4 janvier :
  - David Estoppey, peintre, dessinateur et lithographe suisse (° 14 septembre 1862),
  - Constant Permeke, peintre et sculpteur belge (° 31 juillet 1886),
- 2 février : Édouard Henry-Baudot, peintre et graveur postimpressionniste français (° 18 mai 1871),
- 7 février : Jacques d'Otémar, peintre et illustrateur français (° 9 juillet 1881),
- 11 février : Victor Lhuer, dessinateur, graveur et peintre français (° 9 septembre 1876),
- 24 février : Georges Le Serrec de Kervily, peintre symboliste ukrainien de naissance, d'origine française naturalisé américain (° 27 septembre 1883),
- 25 février : Louis Bouquet, peintre, décorateur, fresquiste et graveur français (° 6 décembre 1885),
- 29 février : Albert Clouard, peintre et poète français (° 3 avril 1866),
- 4 mars : Léonce de Joncières, peintre, aquarelliste, illustrateur et poète français (° 14 février 1871),
- 10 mars : Emmanuel Poirier, peintre, graveur et illustrateur français (° 13 octobre 1898),
- 14 mars : Jules Benoit-Lévy, peintre français (° 27 février 1866),
- 20 mars : Louis Mazetier, peintre, cartonnier et maître verrier français (° 29 octobre 1888),
- 25 mars : Émile Malespine, médecin, psychiatre, écrivain, peintre, théoricien, éditeur, poète, homme de théâtre, de cinéma et de radio et concepteur de mobilier français (° 3 juillet 1892),
- 2 avril : Marcel Bernanose, peintre et graveur français (° 23 août 1884),
- 3 avril :
  - Hubert-Denis Etcheverry, peintre français (° 21 septembre 1867),
  - André Thyes, peintre et professeur luxembourgeois (° 25 mai 1867),
- 9 avril :
  - Ellen Roosval von Hallwyl, comtesse, peintre et sculptrice suédoise (° 29 juillet 1867),
  - Alfred Veillet, peintre français (° 2 mars 1882),
- 10 avril : Jean Camille Cipra, peintre austro-hongrois puis tchécoslovaque et français (° 16 avril 1892),
- 13 avril : Adolphe Cossard, peintre français (° 1er avril 1880),
- 16 avril : François Alaux, peintre français (° 11 octobre 1878),
- ? avril : Luca Albino, peintre italien (° 14 février 1884),
- 3 mai :  Léon Salles, graveur aquafortiste, peintre et illustrateur français (° 31 décembre 1868),
- 5 mai : Alberto Savinio,  écrivain, peintre et compositeur italien (° 25 août 1891),
- 10 mai :
  - Gino Boccasile, dessinateur, peintre, graphiste, illustrateur et affichiste italien (° 14 juillet 1901),
  - Ernest Guérin, peintre français (° 15 septembre 1887),
  - David Kakabadzé, peintre, graphiste et scénographe russe puis soviétique (° 20 août 1889),
- 28 mai : Augustin Carrera, peintre franco-espagnol (° 3 avril 1878),
- 31 mai : Jean-Louis Paguenaud, peintre français (° 30 juin 1876),
- 11 juin : Jules Adler, peintre  naturaliste français (° 8 juillet 1865),
- 15 juin : Achille Mauzan, peintre, illustrateur, affichiste, sculpteur et écrivain français (° 15 octobre 1883),
- 21 juin : Louis Germain, peintre français (° 21 mars 1897),
- 10 juillet : Luigi Zago, peintre paysagiste italien (° 14 février 1894),
- 17 juillet : René Durieux, peintre français (° 13 février 1898),
- 9 août : Olga Della-Vos-Kardovskaïa, peintre et graphiste russe puis soviétique (° 2 septembre 1875),
- 30 août : Marius Mangier, peintre français (° 8 mai 1867),
- 5 septembre : Jean Buhot, peintre, illustrateur et graveur sur bois français (° 13 août 1885),
- 17 septembre : René Fontayne, peintre et dessinateur français (° 3 janvier 1891),
- 19 septembre : Amédée Féau, peintre, graveur et illustrateur français (° 11 février 1872),
- 24 septembre : René Seyssaud, peintre français (° 15 juin 1867),
- 18 octobre : Ludovic-Rodo Pissarro, peintre et graveur français (° 21 novembre 1878),
- 29 octobre : Hendrik Jan Wolter, peintre et graveur néerlandais (° 15 juillet 1873),
- 30 octobre : Henriette Tirman, peintre, graveuse et illustratrice française (° 1875),
- 31 octobre : Marie-Anne Camax-Zoegger, peintre française (° 7 décembre 1881),
- 15 novembre : Jacques Hilpert, peintre et dessinateur français (° 11 septembre 1881),
- 18 novembre : Ferdinand Bac, écrivain, dessinateur, caricaturiste, décorateur, peintre, ferronnier, paysagiste et lithographe français (° 15 août 1859),
- 20 novembre : Marguerite Burnat-Provins, écrivaine, peintre et dessinatrice française (° 26 juin 1872),
- 28 novembre : Solange Christauflour, peintre française (° 1er mai 1899),
- 30 novembre : Albert Guilloux, peintre et sculpteur français (° 9 octobre 1871),
- 2 décembre : Félix Del Marle, peintre français (° 21 octobre 1889),
- 7 décembre : Henri-Eugène Brochet, peintre et auteur dramatique français (° 24 mai 1898),
- 9 décembre : Stanisława de Karłowska, peintre polonaise (° 8 mai 1876),
- 13 décembre : Victor Billiard, peintre français (° 12 mai 1864),
- 14 décembre : Camille Varlet, peintre français (° 2 octobre 1872),
- 28 décembre : Władysław Strzemiński, peintre et théoricien de l'art polonais (° 21 novembre 1893),
- ? :
  - Marcelle Ackein, peintre orientaliste française (° 1882),
  - Émile Fernand-Dubois, sculpteur, graveur, et médailleur français (° 1869),
  - Charles Léon Godeby, peintre français (° 26 janvier 1866),
  - Jean Lachaud, peintre, graveur, céramiste et décorateur français (° 27 décembre 1889),
  - Kimon Loghi, peintre roumain d'origine macédonienne (° 1873).